# Csíksomlyói Salvator-kápolna
Az erdélyi Kissomlyó-hegyén található három kápolna közül a legrégebbi és művészeti szempontból a legértékesebb a Salvator-kápolna, ahová a Jézus-hágóján, a Keresztúton haladva érkeznek meg a zarándokok. A latin salvator szó jelentése magyarul megváltó.
Ezen kápolna, mint mondók, a búcsújáratok központja, ide igyekszik a hivők mindenike, mint oly helyre, honnan éghez küldött imája hatályosabb, mint oly pontra, mely a teremtő különös figyelmében részesül.
A Kis-Somlyó tetőlapját, mint emlitők, a Salvator-kápolna foglalja el. E kápolnát a hitrege szerint sz. István király épitette a pogány hitet védett Gyula legyőzetésének emlékére*A csíki kron. szerint sz. István azt az Uopolet Rabonbán fia, Becsék fiai által épitette, kik voltak Körönns, Csatha, Bándé, Győrffi, Papulcz, Ilancs, Tivaél. Kiket terjedelmes földdel ajándékozott meg Sály birtokából, mely Sály, Szabó Károly szerint (Uj M. Muz 1854. 408. l.) biharmegyei Sályi, melynek közelében Székely-Telek nevü helység van. a hitrege még azt is mondja, hogy azt égből leszálló angyalok épiték fel*Mely jelenet a kápolna falain le volt festve, most azonban le van kopva.. Salvator nevét Losteiner (Topografica I. Sect. I. Art.) attól származtatja, hogy Capistran és a nagy Hunyady 1456-ban a Megváltó átváltozásának napján (transfiguratio Salvatoris) augusztus 8-án a „Salvator” nevét segélyül hiva, nyerték meg a csatát

## Története
A Kissomlyó-hegy tetején és a Nagysomlyó-hegy lábánál lévő imahely a nép nyelvén Silator-kápolna néven ismeretes.
Építéséről nincsenek hiteles adatok. Losteiner Leonárd a ferences rend krónikása szerint: „Capistrán és a Nagy Hunyady 1456-ban a Megváltó átváltozásának napján, augusztus 8-án, a Salvator nevét segélyül híva nyerték meg a csatát”, vagyis minden bizonnyal az 1456-os nándorfehérvári győzelem emlékére épült. A kápolna eredetéről egy másik hagyomány is fennmaradt, mely szerint, Szent István első magyar király építette 1002-ben, a Gyula fölött aratott győzelem emlékére. Ez azonban történelmileg nem igazolható.
Az egyhajós, boltozott, négyszögletes szentélyű középkori kápolna, minden valószínűséggel a XV. század második felében épült. A tatárbetörések után 1678-ban bővítették, Mikes Kelemen háromszéki és Kálnoki Sámuel erdélyi kancellár támogatásával. Ugyanakkor készült a címereikkel díszített dongaboltozat is. Főoltára 1679-ben készült, Haller János neje, Kornis Katalin fogadalmából.
A Salvator-kápolnát Vitus Pilutius marianopolisi érsek 1680-ban az Úr Színeváltozásának tiszteletére szentelte fel.
A kápolnát Gyulai grófné 1780-ban újjáépítette, 1878-ban megújították és megnagyobbították. A szentély oltárképe 1879-ben készült. Az ötkazettás mellvéddel ellátott nyugati karzatot és a kazetták alakos ábrázolásait 1800 körül festették. Ez a díszítés a népi bútorfestészet elemeit őrzi.
Az 1916-ban hatóságilag eltulajdonított harangok helyett, 1924-ben két új harangot helyeztek el a kápolna tornyába.
A műemléképületet az évszázadok során többször is restaurálták: 1670, 1678, 1878, 1967.

## Leírása

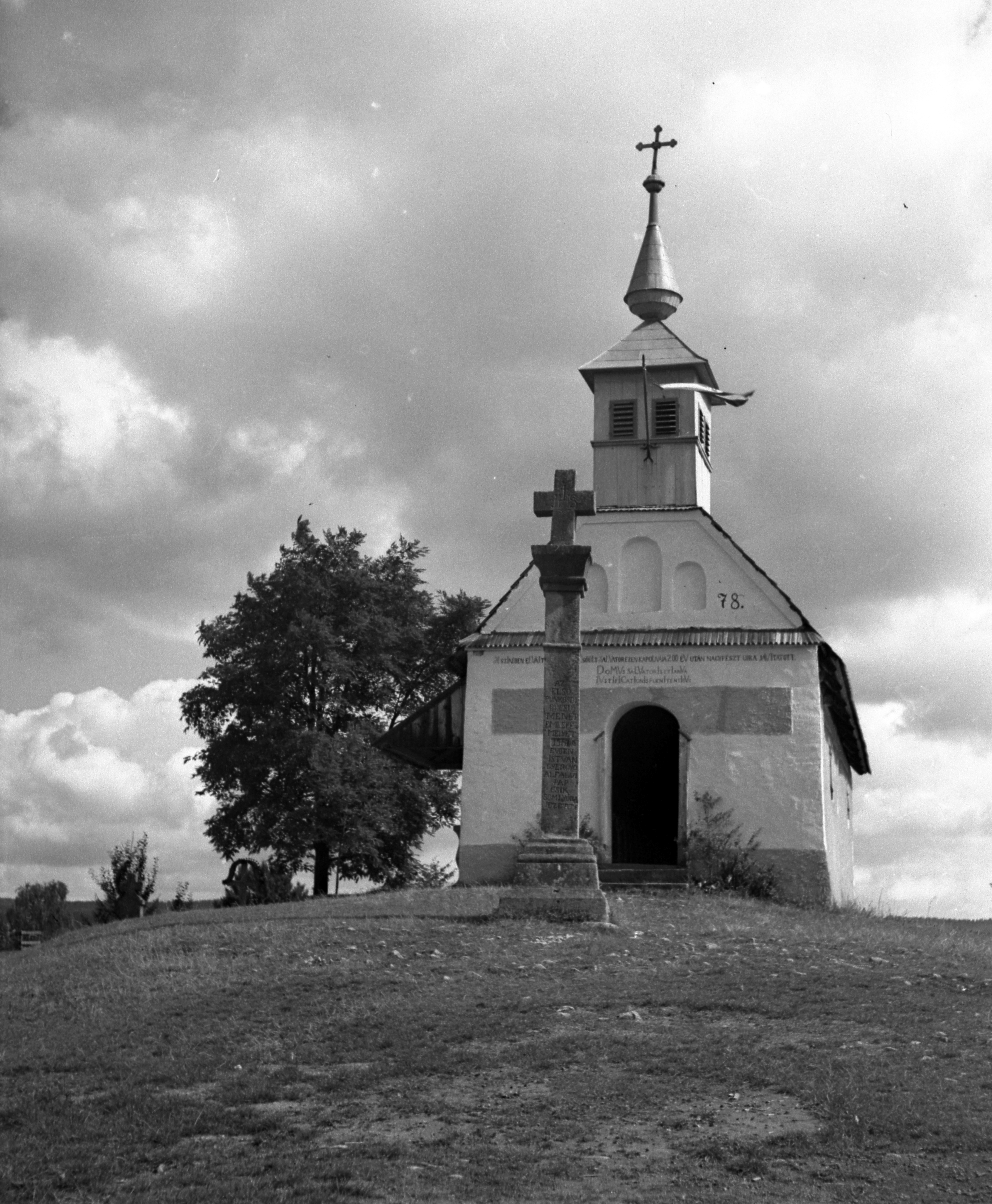
A csíksomlyói Salvator-kápolna 1941-ben

Építészetileg a Salvator-kápolna mai egységesített formájában három különböző stílusban épült, művészi berendezésével a vidékies gótika, reneszánsz és a barokk jellegzetes és fontos emléke.
A kápolna szentélye egyenesen záródik, késői gótikus, boltozott, négyszögletes és alig három lépés hosszú. Keskeny nyílású csúcsíves diadalíve hét láb magas.
Hajója deszkamennyezetű, festett kazettákkal díszített, mindössze tíz lépés hosszú és hat lépés széles. Lőrésszerű ablakai befelé szélesednek, négyszögűek.
A déli oldalon az egyszerű szemöldökgyámos gótikus ajtó felirata “Renov Salvator 1678”.
A középkori épületnek ez volt az eredeti bejárata. A kápolnát a középkorban köfal övezte.
Nyugat felé néző homlokzatán nyílik egyetlen bejárata. A félkörívű kapu felett a következő latin nyelvű kronosztikon látható:
DOMUS SALVATORIS ET IANVi
IVSTIFICANTIONIS POENITENTIBUS (1684.)
vagyis:
“A megváltó hajléka és a megigazulás ajtaja a vezeklők számára.”
Ez az 1684-ből származó felirat, valamint az az épület külső falán olvasható 1734-es, búcsújárást megörökítő eredetlegenda a Salvator-kápolna szakrális jellegére utal. A katolikus székelység a Megváltó Jézust tiszteli, az általa, “Silator”, “Salvator” néven emlegetett kápolnában.

### A kápolna belseje
A kápolna belső falán félkör alakban a következő felirat olvasható:
“Isteni SalVator! Szent harCot HarcoL e tábor. Hogy kI SziVébül iMÁD vIvja kI égI honát ”
A belső tér kialakítása, díszítése nagyon egyszerű. Famennyezetén angyalfejekből és barokk növényi elemekből összeállított keretekben festett képek láthatók, amelyek szenteket és apostolokat ábrázolnak: Loyolai Szent Ignác, Xavéri Szent Ferenc, Assisi Szent Ferenc, Szent Antal, Remete Szent Antal, Szent Pál, Zoerárd és Benedek remete, Jakab, Fülöp, Péter, Pál, János, András, Simon, Bertalan, Tádé, Máté apostolok. A boltozaton négy kazetta virágdíszes.
A bal oldalon egy szárnyas kép van elhelyezve, melynek főalakja a feltámadott Üdvözítő apostolai körében, Tamásnak mutatja kezén a sebek helyét. Mellékképei Szent József, Szent Ferenc, Remete Szent Pál és Páduai Szent Antal.
A kórus ötkazettás mellvédjén, Szent István és Szent László között a Magyarok Nagyasszonyának képe látható.
A kápolna hajójában a Jézus Szíve és a Lourdes-i Máriát ábrázoló szobrok vannak elhelyezve.
A diadalív előtti déli mellékoltár a Fájdalmak Emberét jeleníti meg, amely felépítésében, festett faragványaival közvetlenül kapcsolódik a főoltárhoz.
A főoltár 1679-ben készült, melynek középső képén a keresztet tartó Krisztus festett alakja látható. Ezt János apostol és Katalin vértanú festett képei fogják közre. Az északi mellékoltár képe királynői viseletben Máriát a karján üllő Jézussal ábrázolja. A mellékoltár festett dísze és felépítése késő reneszánsz stílusú.

### A kápolna külseje

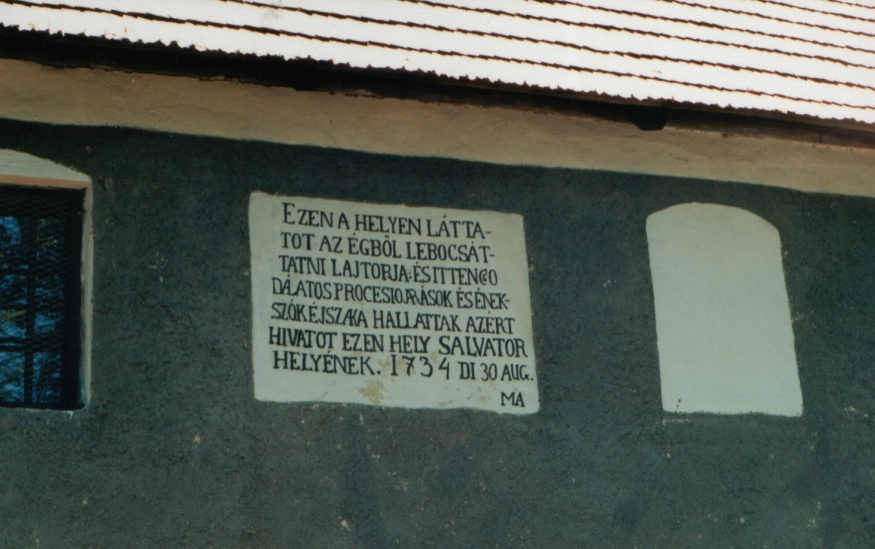
Tábla a kápolna oldalán

A kápolna külső oldalán a következő szövegek olvashatók:
A külső jobb, déli oldalán:
“SalVatort Várunk a Mi Urunk Jézus KrIsztus AkI istenI alázatos Testünket az Ő DICsöülésének aLakjáVá fogja VáltoztatnI Philipp. IV. 20.”
Déli oldalán:
“EZEN A HELYEN LÁTTATOT AZ ÉGBŐL LEBOCSÁTTATNI LAJTORJA ÉS ITTEN CSODÁLATOS PROCESIO JÁRÁSOK ÉS ÉNEKSZÓK ÉJSZAKA HALLATTAK AZÉRT HIVATOT EZEN HELY SALVATOR HELYÉNEK. 1734 DI 30 AUG. MA. ”
Északi oldalán:
“A szInében eLVáltozVa MegDICsöült SaLVator ezen kápoLnája 200 éV után nagyrészt újra JaVitatott DoMUs SaLVatorIs et JanVa IVstIflCatIonIs poenItentIbVs.”

## Búcsúja
Az Urunk Színeváltozása emlékére felszentelt kápolna búcsúnapja augusztus 6-án van. Ezen a napon ünnepi szentmisét végeznek a „Szent Salvator”, Jézus Krisztus tiszteletére.

## Kőkereszt
A kápolna előtt hatalmas, díszesen kidolgozott kőkereszt áll, oldalain a következő vésett szöveggel:
nyugati oldalon
“Az első pünkösdi búcsú menet emlékére, melyet 1567. évben István gyergyó alfalvi pap Csíksomlyóra vezetett”
keleti oldalon
“Isten tarts meg minket őseink szent hitében és erényeiben”
északi oldalon
“Állították 1876. évben”
déli oldalon
“Gyergyó alfalvi hívek”

## Remetelak
A kápolnát évszázadok óta remeték őrizték. A kezdetekről nincsenek hiteles források. Az első följegyzések II. József korára tehetők, amikor a császár rendeletére, 1782. március 26-án, hat remete cserélte fel remeteruháját világi öltözetre. Annak ellenére, hogy a remeteéletet megszüntették, azért a későbbiekben is mindig tartózkodott egy személy a kápolna mellett. A Salvator-kápolna közelében lévő remetelakot 1941-ben újjáépítették, lakója Jakab Imre évtizedeken keresztül őrizte a kápolnát, bekerítette a környékét és gyümölcsfákkal ültette be. Az 1980-as évektől Antal testvér költözött a remetelakba, aki vigyáz a kápolna rendjére, épségére a környék tisztaságára.

## Pünkösdi körmenet
A pünkösdi búcsú alkalmával, a Salvator-kápolnánál pihennek meg először a labarumot vivő fiatalok és a búcsúsok ezen a helyen éneklik el az „Egészen szép vagy Mária...” kezdetű éneket a Szűzanya dicséretére.

## Napfelkelte
A pünkösdi búcsú éjszakáján, vasárnapra virradóan, a zarándokok egy része, legfőképpen a csángók, hajnalban felmennek a napfelkeltét várni, a Salvator-kápolnához. Ez a pünkösd reggeli napimádás egyedülálló néprajzi jelenség a Székelyföldön és az egész magyar nyelvterületen. A felkelő napnak pünkösd hajnalán különös jelentősége van: az új áldás az új kegyelem jelképe. A csángók napfelkelte előtt megkerülik a hegyet, közben elvégzik a Jézus szíve litániát és a Rózsafüzért. A Salvator-kápolna mellett eléneklik az „Ó áldott Szűzanya...” kezdetű éneket, amellyel a felkelő napot köszöntik. A székely természetkultusz hitben a napkoronggal együtt jelenik meg a látomás is: a Szűzanya, angyal, a Szentlélek galamb alakjában.

## Külső hivatkozások
- A Salvator-kápolna Csíksomlyó honlapján
- Egyházi építészet PDF
- Hereditatum – Online műemlék adatbázis